# Малый Бузат
Малый Бузат (баш. Кесе Буҙат) — деревня в Стерлибашевском районе Республики Башкортостан Российской Федерации. Входит в состав Бузатовского сельсовета. 

## География

### Географическое положение
Расстояние до:
- районного центра (Стерлибашево): 44 км,
- центра сельсовета (Бузат): 3 км,
- ближайшей ж/д станции (Стерлитамак): 104 км.

## Население
| 2002 | 2009 | 2010 |
| ---- | ---- | ---- |
| 82   | ↘64  | ↘50  |

Согласно переписи 2002 года, преобладающая национальность — татары (94 %).